# 大眼孔頭鯛
大眼孔頭鲷（学名：Melamphaes danae），为輻鰭魚綱奇鯛目大鱗鲷科的其中一種。分布於印度太平洋區的熱帶及亞熱帶海域，屬深海魚類，棲息深度水深75至1275公尺，背鰭硬棘3枚；背鰭軟條14至16枚；臀鰭硬棘1枚；臀鰭軟條8枚，體長可達2.1公分。

## 扩展阅读
維基物種上的相關：大眼孔頭鲷